# Piers Faccini
Pour les articles homonymes, voir Faccini.
Piers Faccini est un auteur-compositeur-interprète et peintre anglais, né le 28 avril 1970 à Londres (Royaume-Uni).
Son style musical est qualifié de folk-blues nomade et métissé,. Il est un héritier des grands singer-songwriters anglo-saxons du XXe siècle, tout en étant fortement inspiré par les musiques ancestrales des cultures méditerranéennes et ouest-africaines. Sa voix et son écriture sont souvent comparées avec Nick Drake et Leonard Cohen,.
Il est installé dans les Cévennes dans le sud de la France depuis 2004.

## Biographie

### Débuts
Né à Londres d'un père médecin d'origine italo-irlandaise et d'une mère dentiste anglaise. Il est le benjamin d'une fratrie de trois garçons, avec Dominic Faccini et Ben Faccini, tous les deux écrivains.
Piers Faccini fait une partie de sa scolarité au collège d'Eton en Angleterre.
À la fin des années 1980, il quitte le Royaume-Uni pour s'installer à Paris. Il suit en auditeur libre les cours de l'École des Beaux-Arts et passe la plupart de son temps à peindre et à jouer de la guitare. Il fait à cette période la rencontre du musicien Vincent Ségal avec qui il va devenir ami et collaborer de nombreuses fois au cours de sa carrière.
Il commence à jouer en public en 1997 sur la scène londonienne. Il fonde le groupe Charley Marlowe avec la poétesse Francesca Beard, d'abord accompagnant des textes récités puis évoluant dans une ligne mélodique. Bientôt rejoint par le percussionniste Frank Byng et le guitariste Lucas Suarez, le groupe sort un EP en 2001: This could be you. Charley Marlowe se sépare quelques mois plus tard et Piers Faccini se consacre à sa carrière de peintre.

### Leave No Trace (2004)
À 33 ans, sous l'impulsion de son ami Vincent Ségal, Piers Faccini sort un premier album solo intitulé Leave No Trace en 2004 chez Label Bleu. L'album est réalisé sous l'égide de Vincent Ségal qui joue du violoncelle et de la basse sur l'intégralité du projet. Parmi les collaborateurs de l'album on retrouve aussi ses amis de Charley Marlowe (Francesca Beard et Lucas Suarez), ainsi que le guitariste Seb Martel, Jeff Boudreaux batteur originaire de la Nouvelle-Orléans ou la chanteuse malienne Rokia Traoré aux chœurs sur "All The Love In All The World",.

### Tearing Sky (2006)
En 2006, Piers Faccini sort un deuxième album studio, Tearing Sky, via Label Bleu et Everloving Records aux États-Unis. Le disque est produit par le franco-américain Jean-Pierre Plunier connu pour son travail avec Jack Johnson et Ben Harper. L'album est enregistré en douze jours dans le studio Sonora Recorders à Los Angeles en Californie,. Les musiciens sont essentiellement des proches de Jack Johnson et Ben Harper (on retrouve ce dernier sur les chœurs de "Each wave that breaks"): il y a notamment le bassiste Juan Nelson et le batteur Adam Topol. On note aussi la présence du joueur de Kora malien, Ballake Sissoko sur "If I" et "Talk to her",.
Piers Faccini part en tournée avec Ben Harper & The Innocent Criminals pour faire les premières parties des concerts à l'été 2006 aux États-Unis puis en France à l'automne.

### Two Grains Of Sand (2009)
L'album Two grains of sand sort le 6 avril 2009 sur le label Tôt ou Tard. Il est produit et mixé par Renaud Letang et enregistré aux Studios Ferber à Paris. Piers Faccini assure toutes les parties de guitare et d'harmonica. Il appelle ses amis Vincent Ségal (violoncelle), Jeff Boudreaux (batterie) et fait intervenir pour la première fois le bassiste franco-camerounais Jules Bikôkô sur la quasi totalité de l'album. On retrouve Bhusi Mhlongo (sur "A Home Away From Home"), une chanteuse zoulou rencontrée grâce à son ami Nibs van der Spuy,.

### My Wilderness (2011)
Le quatrième album de Piers Faccini My Wilderness sort en septembre 2011 sur le label Tôt ou Tard pour l'Europe et Six Degrees Records aux États-Unis. Il produit seul la totalité de l'album qu'il enregistre dans un home studio installé dans sa maison des Cévennes. Il est aussi l'auteur de la pochette du disque. Vincent Ségal est une nouvelle fois convié à venir jouer du violoncelle, ainsi que le bassiste du précédent album, Jules Bikôkô. Ils sont rejoints par le batteur italien, Simone Prattico et le violoniste brésilien Rodrigo D'Erasmo. D'autres musiciens sont invités à participer: le trompettiste Ibrahim Maalouf ("The Beggar & The Thief", "Dreamer", "Tribe"), le canadien Patrick Watson qui intervient aux chœurs de "No reply" ou le malien joueur de N'goni, Makan Badjé Tounkara ("That cry", "Tribe", "And Still The Calling),.

### Between Dogs And Wolves (2013)
Comme pour l'album précédent, Piers Faccini prend entièrement les manettes de la production de Between Dogs And Wolves qu'il compose, arrange et enregistre lui-même dans son home studio des Cévennes. Il réalise aussi la pochette du disque ainsi que plusieurs video clips notamment grâce à la technique du stop motion: "Reste la marée", "Missing Words" et "Black Rose".
Cet album est considéré comme plus intimiste et plus introspectif que ses précédents projets,. On note l'absence de batterie et guitare électrique sur l'ensemble des dix morceaux du disque. Piers Faccini joue plusieurs instruments: guitare acoustique, harmonica, balafon, duclimer, flute, kora, et marimba. La violoncelliste brésilienne Dom La Nena et le violoniste Rodrigo D'Erasmo interviennent sur quelques titres.
Pour la première fois sur un album, Piers Faccini chante en français ("Reste la marée") et en italien ("Il Cammino").
Le disque est publié en Europe par le label Beating Drum Records et Six Degrees Records en Amérique du Nord et du Sud.

#### Création du label Beating Drum Records en 2013
À l'occasion de la sortie de son cinquième album studio Between Dogs and Wolves, Piers Faccini crée son propre label discographique, Beating Drum Records, qu'il dirige avec sa femme depuis sa maison des Cévennes. Depuis 2013, il utilise cette structure pour publier la plupart de ses albums solo et des projets d'autres artistes comme Jenny Lysander, Gnut, Yelli Yelli en autres. Dans son manifeste "Why Music Is Food", Piers Faccini compare Beating Drum à une petite exploitation d'agriculture biologique et locale,. Le label concentre ses efforts sur la fabrication d'objets soignés fabriqués en édition limitée (vinyles, livre-disques etc) et un mode de distribution privilégiant la vente directe aux consommateurs.

### Songs of Time Lost (2014) avec Vincent Ségal
Pendant l'année 2013, Laurent Bizot le directeur du label Nø Førmat propose aux complices de toujours Piers Faccini et Vincent Ségal d'enregistrer un album collaboratif. Les deux artistes qui se connaissent depuis la fin des années 1980 acceptent la proposition et se confinent dans les Cévennes pendant l'été 2013 avec l'ingénieur du son Philippe Teissier Du Cros. Ils enregistrent en seulement quatre jours treize titres construits uniquement autour du chant, de la guitare acoustique et du violoncelle,. En résulte un album épuré qui contient quatre titres originaux (dont deux écrits en 1996 par Piers Faccini) et neuf reprises qui explorent le Blues ("Make Me Down A Pallet On Me" de Mississipi John Hurt), le chant créole ("Mangé pou le cœur" de Alain Péters), la musique country ("Quicksilver Daydreams of Maria" de Townes Van Zandt), le répertoire napolitain traditionnel ("Jesce Sole", "Villanella", "Dicitencela Vuje", "Ciccerenella") ou contemporain ("Cammina Cammina", de Pino Daniele) et la musique de film ("Wenn Ich mir was Wünschen dürfte" de Friedrich Holländer),.
Songs of time lost sort le 25 août 2014 via Nø Førmat et en septembre 2014 aux États-Unis, Canada, Amérique du Sud via Six Degrees Records.
Le duo part en tournée française de septembre 2014 jusqu'à mai 2015.

### I Dreamed An Island (2016)
À l'automne 2016, Piers Faccini livre son sixième album solo intitulé I dreamed an island (J'ai rêvé d'une île en français). Comme il l'explique dans une interview pour Le Monde en février 2017, le titre fait référence à un lieu utopique « multiculturel, de melting-pot, de métissage de religions », « inspiré de la Sicile du XIIe siècle où cohabitaient de manière pacifiste et respectueuse chrétiens, musulmans et juifs »,. Le single "Bring down the wall" est écrit lorsque Donald Trump se présente à la présidence des États-Unis en 2015. La chanson et le clip dénoncent le projet de construction d'un mur le long de la frontière avec le Mexique et évoque le parcours des réfugiés venus du sud, la crise en Syrie et le démantèlement de la Jungle de Calais.
Piers Faccini écrit, compose, produit, arrange et enregistre la majeure partie du disque dans son home studio des Cévennes. L'italien Simone Prattico se charge des percussions et de la batterie, l'américain Chris Wood est à la basse sur la plupart des morceaux, le tunisien Jasser Haj Youssef au violon et à la viole d'amour, l'algérien Malik Ziad à la mandole, ainsi que Loy Ehrlich au rabâb et au guembri. Piers Faccini joue les guitares, l'harmonica, il chante en anglais, en français ("Oiseau") et en palermitano ("Anima").
Le disque sort via une co-production entre Beating Drum Records et Zamora Productions, distribué par L'Autre Distribution en Europe.Six Degrees Records sort l'album aux États-Unis, Canada et Amérique du Sud.

### Shapes Of The Fall (2021)
Dix sept ans après son installation dans les montagnes cévenoles, Piers Faccini présente son nouvel album, Shapes of the fall. Un recueil de treize chansons qui explorent le thème de l'effondrement écologique et du rapport de l'homme à la nature,. Le titre phare du projet "All Aboard" est une relecture moderne de l’Arche de Noé et un appel à l’action collective face à l’accélération du dérèglement climatique. Piers Faccini invite sur ce titre Ben Harper et le marocain Abdelkebir Merchanede, un maître de la musique gnaouie.
L'album est produit par Piers Faccini et Frédéric Soulard. Il est écrit en étroite collaboration avec le musicien algérien, joueur guembri et de mandole Malik Ziad, ainsi que son frère percussionniste Karim Ziad,.
Le disque est sorti le 2 avril 2021 via Beating Drum Records et le label Nø Førmat.
Le 30 juin 2022, Piers Faccini est récompensé aux Victoires du Jazz dans la catégorie "Album musiques du monde".

### Our Calling (2025) avec Ballaké Sissoko
Deux décennies après leur toute première collaboration, Piers Faccini retrouve son ami, le virtuose malien de la Kora, Ballaké Sissoko, pour un album en duo. Le projet prend comme inspiration principale la migration des rossignols à travers les continents. L'album, qui contient 10 chansons, a été enregistré en seulement cinq jours.
Si l'album se structure essentiellement autour de la Kora de Ballaké, de la guitare et du chant (en anglais) de Piers Faccini, on retrouve sur quelques titres le violoncelliste Vincent Ségal ainsi que Badjé Tounkara qui joue du N'goni et Malik Ziad du Guembri.
L'enregistrement du projet a été assuré par Frédéric Soulard au studio La Frette en région parisienne.
Le disque est paru le 14 février 2025 via le label Nø Førmat.

## Collaborations et projets parallèles
Piers Faccini a collaboré avec de nombreux artistes pour des participations vocales, en tant qu'instrumentiste et/ou comme réalisateur artistique.
Voici une liste non-exhaustive de ses collaborations musicales:
- Natascha Rogers (album Onaida, 2024), featuring sur "The west"
- Ben Harper (album Wide open light, 2023), featuring sur "Wide open light"
- Anne Paceo (EP Shamanes, 2023), il remixe "Reste un oiseau"
- Souad Massi (album Sequana, 2022), featuring sur "Mirage"
- Gnut, il produit et joue sur l'album Nun te ne fa (2022), l'EP Hear my voice #1 (2018) et l'album Rumore della Luce (2011)
- Oriane Lacaille, il produit et joue sur l'EP Hear my voice #5 (2022)
- Gérald Toto (EP On my own, 2022) featuring sur "Gran manman"
- Simone Prattico (EP That's it, 2022), featuring  sur "Luna nera"
- Ballake Sissoko (album Djourou, 2021), featuring  sur "Kadidja"
- Bonbon Vodou, il réalise, joue et chante sur deux titres de l’album Cimetière créole (2021)
- Moira Smiley, featuring  sur "Meeting is over" (2021)
- Las Hermanas Caronni (album Santa Plastica, 2019), featuring  sur "Breathe"
- Horsedreamer, il joue, chante, arrange et produit les EPs Hear my voice #3 (2018) et Bolder (2015)
- TUi MAMAKi, il produit et joue sur l'EP Hear my voice #2 (2018)
- Canzioniere Grecanico Salentino (album Canzoniere, 2017), featuring sur "Subbra Sutta"
- Trio Zephyr (album Travelling, 2017), featuring sur "I saw the time"
- Yelli Yelli, il joue, arrange et produit sur les albums Terre de mon poème (2016) et La violence est mécanique (2021)
- Guy Buttery (album Guy Buttery, 2016), featuring sur "The upper reaches"
- JAW (EP Traitor Creator, 2016), featuring sur "Traitor creator"
- Jasser Haj Youssef (album Résonance, 2015), il joue ou chante sur trois titres
- Jenny Lysander, il joue, chante, arrange et produit l'album Northern Folk (2015)
- Bko Quintet (album Bamako Today, 2014) feat sur "Donsolu"
- Dom La Nena, il joue, arrange et produit l'album Ela (2012)
- Canzioniere Grecanico Salentino (album Pizzica Indiavolata, 2012), featuring sur "La voce toa"
- Ibrahim Maalouf, il joue de l’harmonica sur deux morceaux de l’album Diagnostic (2011)
- Judith Godrèche (album Toutes les filles pleurent, 2010), featuring sur "Farewell"
- Adama Yalomba (album Kassa, 2010), featuring sur "Djamakoyo"
- Nibs van der Spuy (album Bird in the hand, 2008), featuring sur "Shade in blue"
- Bumcello, il chante les choeurs sur plusieurs titres de l’album Animal Sophistiqué (2005)
- Vincent Segal (album T-Bone Guarnerius, 2002) featuring sur "Last Goodbye" et "Circle around"
- After Hours (album Hai paura del buio?, 1997), featuring sur "Come Vorrei"

### Arts plastiques
Piers Faccini peint depuis le début des années 1990 et poursuit son activité de plasticien en parallèle de sa carrière de musicien. Il cite comme références les artistes Francis Bacon ou Giorgio Morandi.
Si à ses débuts son travail se base majoritairement sur la peinture à l'huile, Piers Faccini utilise désormais majoritairement le papier découpé. Il dessine et réalise lui-même le graphisme de ses pochettes d'albums ainsi que de nombreux clips musicaux. Pour la couverture de l'album My Wilderness, il crée un autoportrait conçu avec des morceaux de cartes routières assemblées.
À plusieurs reprises pour ses clips musicaux, on retrouve des montages de papier découpé qu'il met en scène pour les décors et les personnages de vidéos d'animation, comme pour les clips de "Tribe" (2011), "Reste la marée" (2013), "Missing words" (2013), "Bring down the wall" (2016) ou "To be sky" (2017). Par ailleurs, Il utilise la peinture aquarelle dans le clip de "Mexico" tiré de son projet Horsedreamer avec le poète Roger Robinson en 2015, ou encore le dessin au fusain dans la vidéo de "Foghorn calling" parue en 2021.
Les œuvres de Piers Faccini ont été exposées en 2014 au Musée Pierre André Benoit d'Alès lors d'une retrospective dans le cadre du festival Itinérances.

### Musiques de film et télévision
Piers Faccini est compositeur de musiques pour la télévision anglaise et française. Entre 1998 and 2002, il produit la bande son de plusieurs épisodes de The South Bank Show sur ITV. Il crée la musique de plusieurs documentaires réalisés par Philippe Borrel ainsi que la bande originale de la série Gardiens de la forêt sur Arte (Arte/Lato Sensu Productions). Il écrit et compose la balade folk mélancolique, "Diamond in the mind" spécialement pour l'épisode 2 de la saison 4 de la série Alex Hugo diffusée sur France 2. On le retrouve aussi sur la musique du film réalisé par Cédric Klapisch, Ce qui nous lie, avec les titres "Red, red, red" et "Lucky Charm".

### Projet "Songs I Love"
En 2013, Piers Faccini démarre le projet Songs I Love. C'est le début de l'enregistrement d'une longue série de reprises avec l'idée de partager des versions de chansons qui l'ont inspiré au fil des années. Certaines chansons sont écrites par des auteurs-compositeurs connus comme Leonard Cohen, Lucinda Williams, Bruce Springsteen, Neil Young, Joni Mitchell ou Lou Reed et d’autres sont des reprises de chansons traditionnelles comme "À la Claire Fontaine" ou "Nottamun Town".
Chaque chanson est partagée gratuitement en téléchargement et en streaming via son site internet. Le projet Songs I Love est aussi édité en Livre-Album relié pleine toile, contenant des portraits illustrés ainsi que des anecdotes et des histoires écrites en anglais par Piers Faccini au sujet des chansons et des artistes repris. Deux volumes ont été édités à ce jour: Songs I Love volume I en 2013 et Songs I Love volume II en 2023. Ils contiennent respectivement 17 et 15 reprises.

## Discographie

### Albums studio
- 2004 : Leave No Trace
- 2006 : Tearing Sky
- 2009 : Two Grains Of Sand
- 2011 : My Wilderness
- 2013 : Between Dogs And Wolves
- 2014: Songs Of Time Lost (album avec Vincent Ségal)
- 2016 : I Dreamed An Island
- 2021 : Shapes Of The Fall
- 2025 : Our Calling (avec Ballaké Sissoko)

### Singles et EP
- 2013 : You Never Left / Robot Theme #6
- 2014 : Of Dogs and Wolves
- 2014 : Her Name / Memento Mori (avec Jenny Lysander)
- 2015 : Work Songs
- 2015 : Desert Songs (avec Dawn Landes)
- 2016 : Traitor Creator (avec JAW & Nôze)
- 2016 : Bring Down The Wall
- 2017 : Mother Time (avec Blick Bassy)
- 2018 : Diamond In The Mine
- 2019 : Hear My Voice
- 2021 : The Real Way Out
- 2021 : Foghorn Calling
- 2021 : All Aboard (avec Ben Harper et Abdelkebir Merchanede)
- 2021 : Dunya Remixes (avec Bachar Mar-Khalifé, Chloé, Léonie Pernet, Natureboy Flako)
- 2022 : The Damned And The Queen
- 2022 : The Fire Inside (avec Ballaké Sissoko)

### Divers (Collectifs, Livre-disques)
- 2001 : This Could Be You (EP de Charley Marlowe)
- 2013 : Songs I Love Volume I (Livre/album)
- 2014 : Songs Of Time Lost (album avec Vincent Ségal)
- 2014 : The Many Are One (Compilation album)
- 2015 : Bolder (EP de Horsedreamer aka Roger Robinson & Piers Faccini)
- 2016 : No One's Here (Livre/album)
- 2017 : La Plus Belle Des Berceuses (Livre/EP)
- 2023 : Songs I Love Volume II (Livre/album)

### Musiques de films, TV, documentaires
- 1998 : Fatal Embrace de Jeremy Lovering (Channel 4)
- 2002 : Testing God de David Malone (Channel 4)
- 2003 : Killing Hitler de Jeremy Lovering (BBC)
- 2004 : Soul Searching de David Malone (Channel 4)
- 2010 : Les insurgés de la terre de Philippe Borrel (Arte)
- 2012 : Un monde sans humains de Philippe Borrel (Arte)
- 2014 : L’urgence de ralentir de Philippe Borrel (Arte)
- 2017 : Un monde sans travail de Philippe Borrel (Arte)
- 2017 : Ce qui nous lie de Cédric Klapisch (Sony Music)
- 2018 : La bataille du libre de Philippe Borrel (Arte)
- 2018 : Alex Hugo, Pour le meilleur et pour le pire (France 2)
- 2023 : Les Gardiens de la forêt, 5 épisodes (Arte)